# Сен-Жермен-де-Во
Сен-Жерме́н-де-Во (фр. Saint-Germain-des-Vaux) — колишній муніципалітет у Франції, у регіоні Нормандія, департамент Манш. Населення — 405 осіб (2011).
Муніципалітет був розташований на відстані близько 330 км на захід від Парижа, 130 км на північний захід від Кана, 90 км на північний захід від Сен-Ло.

## Історія
До 2015 року муніципалітет перебував у складі регіону Нижня Нормандія. Від 1 січня 2016 року належав до нового об'єднаного регіону Нормандія.
1 січня 2017 року Сен-Жермен-де-Во, Аквіль, Одервіль, Бомон-Аг, Бівіль, Бранвіль-Аг, Дігюльвіль, Екюльвіль, Флоттманвіль-Аг, Гревіль-Аг, Еркевіль, Жобур, Омонвіль-ла-Петіт, Омонвіль-ла-Рог, Сент-Круа-Аг, Тонневіль, Юрвіль-Накевіль, Ватвіль i Вовіль було об'єднано в новий муніципалітет Ла-Аг.

## Демографія
Динаміка населення (INSEE ):
Розподіл населення за віком та статтю (2006):
| Стать | Всього | До 15 років | 15-24 | 25-44 | 45-64 | 65-85 | Понад 85 |
| --- | ------ | ----------- | ----- | ----- | ----- | ----- | -------- |
| Чоловіки | 241    | 81          | 24    | 48    | 60    | 28    | 0        |
| Жінки | 192    | 24          | 24    | 52    | 48    | 44    | 0        |
| \| Статево-вікова піраміда \| Статево-вікова піраміда \| Статево-вікова піраміда \| \| ----------------------- \| ----------------------- \| ----------------------- \| \| Чоловіки \| Вік \| Жінки \| \| 0 \| 85 + \| 0 \| \| 16 \| 80-84 \| 12 \| \| 0 \| 75-79 \| 12 \| \| 0 \| 70-74 \| 4 \| \| 12 \| 65-69 \| 16 \| \| 0 \| 60-64 \| 8 \| \| 20 \| 55-59 \| 4 \| \| 20 \| 50-54 \| 16 \| \| 20 \| 45-49 \| 20 \| \| 8 \| 40-44 \| 16 \| \| 12 \| 35-39 \| 8 \| \| 16 \| 30-34 \| 20 \| \| 12 \| 25-29 \| 8 \| \| 20 \| 20-24 \| 12 \| \| 4 \| 15-20 \| 12 \| \| 37 \| 10-14 \| 8 \| \| 24 \| 5-9 \| 4 \| \| 20 \| 0-4 \| 12 \| |        |             |       |       |       |       |          |
| Статево-вікова піраміда |        |             |       |       |       |       |          |
| Чоловіки | Вік    | Жінки       |       |       |       |       |          |
| 0 | 85 +   | 0           |       |       |       |       |          |
| 16 | 80-84  | 12          |       |       |       |       |          |
| 0 | 75-79  | 12          |       |       |       |       |          |
| 0 | 70-74  | 4           |       |       |       |       |          |
| 12 | 65-69  | 16          |       |       |       |       |          |
| 0 | 60-64  | 8           |       |       |       |       |          |
| 20 | 55-59  | 4           |       |       |       |       |          |
| 20 | 50-54  | 16          |       |       |       |       |          |
| 20 | 45-49  | 20          |       |       |       |       |          |
| 8 | 40-44  | 16          |       |       |       |       |          |
| 12 | 35-39  | 8           |       |       |       |       |          |
| 16 | 30-34  | 20          |       |       |       |       |          |
| 12 | 25-29  | 8           |       |       |       |       |          |
| 20 | 20-24  | 12          |       |       |       |       |          |
| 4 | 15-20  | 12          |       |       |       |       |          |
| 37 | 10-14  | 8           |       |       |       |       |          |
| 24 | 5-9    | 4           |       |       |       |       |          |
| 20 | 0-4    | 12          |       |       |       |       |          |

## Економіка
2010 року серед 255 осіб працездатного віку (15—64 років) 183 були активними, 72 — неактивними (показник активності 71,8%, у 1999 році було 67,8%). З 183 активних мешканців працювали 162 особи (90 чоловіків та 72 жінки), безробітними було 21 (9 чоловіків та 12 жінок). Серед 72 неактивних 23 особи були учнями чи студентами, 30 — пенсіонерами, 19 були неактивними з інших причин.

У 2010 році в муніципалітеті числилось 168 оподаткованих домогосподарств, у яких проживали 396,0 особи, медіана доходів виносила 17 987 євро на одного особоспоживача